# Réseau hydrographique du Brion
Réseau hydrographique du Brion este o arie protejată (sit de importanță comunitară — SCI) din Franța întinsă pe o suprafață de 326 ha, integral pe uscat.

## Localizare
Centrul sitului Réseau hydrographique du Brion este situat la coordonatele 44°30′12″N 0°16′05″W / 44.50333°N 0.26806°V.

## Înființare
Situl Réseau hydrographique du Brion a fost declarat arie specială de conservare în baza directivei 92/43 din 1992 referitoare la conservarea habitatelor naturale și a faunei și florei sălbatice pentru a proteja 9 specii de animale.

## Biodiversitate
Situată în ecoregiunea atlantică, aria protejată conține 4 habitate naturale: Cursuri de apă de la nivel de câmpie la nivel montan, cu vegetație Ranunculion fluitantis și Callitricho-Batrachion, Fânețe de joasă altitudine (Alopecurus pratensis, Sanguisorba officinalis), Liziere de ierburi înalte hidrofile de câmpie și de nivel montan până la alpin, Păduri aluvionare cu Alnus glutinosa și Fraxinus excelsior (Alno-Padion, Alnion incanae, Salicion albae).
La baza desemnării sitului se află mai multe specii protejate:
- mamifere (4): vidră de râu (Lutra lutra), nurcă (Mustela lutreola), liliacul mare cu potcoavă (Rhinolophus ferrumequinum), liliacul mic cu potcoavă (Rhinolophus hipposideros)
- nevertebrate (3): Austropotamobius pallipes, fluturele auriu (Euphydryas aurinia), rădașcă (Lucanus cervus)
- pești (2): cicar (Lampetra planeri), Parachondrostoma toxostoma

Pe lângă speciile protejate, pe teritoriul sitului au mai fost identificate 1 specie de pești.